# Vladas Česiūnas
Vladislovas Česiūnas Česiūnas, né le 15 mars 1940 à Kaunas et mort le 16 janvier 2023, est un céiste de nationalité soviétique puis  lituanienne.

## Carrière
Vladas Česiūnas participe aux Jeux olympiques de 1972 à Munich où il remporte le titre en C2 1000m avec son coéquipier Yuri Lobanov.